# Мария Палеологина (1509 – 1530)
Вижте пояснителната страница за други личности с името Мария Палеологина.
Мария Палеологина (на италиански: Maria Paleologa; * 19 септември 1508, Казале Монферато; † 15 септември 1530, Казале Монферато) от династията Палеолози, е маркграфиня от Маркграфство Монферат.

## Биография
Тя е дъщеря на маркграф Вилхелм XI Монфератски (1486 – 1518) от династията Палеолози и съпругата му принцеса Анна д’Аленсон (1492 – 1562).
Мария Палеологина се омъжва през 1517 г. в Казале за Федерико II Гонзага (1500 – 1540), син на Изабела д’Есте, който през 1530 г. е издигнат на херцог на Мантуа от император Карл V. Федерико II Гонзага започва около 1525 г. строежа на Палацо дел Те, жилище на Федерико и неговата муза и любовница Изабела Боскети.
Мария става монахиня в Казале и умира през 1530 г. Нейният съпруг се жени през 1531 г. за нейната по-малка сестра Маргарита Палеологина.